# Vod žučnog mjehura
Vod žučnog mjehura (lat. ductus cysticus) je kratki vod koji povezuje žučni mjehur sa zajedničkim jetrenim vodom (lat. ductus hepaticus communis). Spajanjem voda žučnog mjehura sa zajedničkim jetrenim vodom nastaje glavni žučovod (lat. ductus choledocus).
U vodu žučnog mjehura nalaze se spiralne valvule koje značajno ne ometaju tijek žuči.
Kroz vod žučnog mjehura žuč može teći u oba smjera, što omogućuje da se žučni mjehur puni između oborka i prazni nakon masnog obroka.